# انتقاد از دسکتاپ لینوکس
انتقاد از دسکتاپ لینوکس تاریخچه اظهار نظر در مورد کاستی‌های درک شده از سیستم عامل لینوکس هنگام نصب بر روی رایانه‌های رومیزی است. این انتقادات به هدف گسترده و عدم هماهنگی بین توزیع‌های لینوکس، مفید بودن و سهولت استفاده از آنها به عنوان سیستم‌های رومیزی برای کاربران نهایی عمومی، پشتیبانی از درایور و مشکلات مربوط به پخش چند رسانه ای و توسعه صدا انجام شده‌است.
در حالی که تلفنهای هوشمند که سیستم عامل Android مبتنی بر لینوکس را اجرا می‌کنند، بر بازار تلفن‌های هوشمند تسلط دارند، و لینوکس در اکثر سرورها استفاده می‌شود، تقریباً به‌طور انحصاری روی ۵۰۰ سریعترین ابر رایانه جهان اجرا می‌شود و حتی در بورس نیویورک نیز مورد استفاده قرار می‌گیرد، سیستم عامل‌های مبتنی بر لینوکس نتوانسته‌اند در رایانه‌های شخصی به تصویب گسترده دست پیدا کنند.

## قابلیت استفاده از لینوکس به عنوان یک سیستم دسک تاپ
لینوس توروالدز اظهار داشته‌است که وی قصد داشته‌است که هسته لینوکس در سیستم عامل‌های دسک تاپ مورد استفاده قرار گیرد. او استدلال می‌کند که اندروید به دلیل نصب از طریق تلفن‌های جدید بسیار مورد استفاده قرار می‌گیرد و برای به دست آوردن سهم بازار، توزیع‌های لینوکس برای رایانه‌های جدید لازم است.
لینوکس به دلایل مختلفی مورد انتقاد قرار گرفته‌است، از جمله عدم وجود کاربرپسندی و داشتن یک منحنی یادگیری شیب دار، ناکافی بودن برای استفاده از رومیزی، عدم پشتیبانی از سخت‌افزارهای عجیب و غریب، داشتن کتابخانه بازیهای نسبتاً کوچک و فاقد بومی بودن. نسخه‌های برنامه‌های کاربردی و استاندارد GUI API موجود نیست.
برخی منتقدین معتقد نیستند که لینوکس تاکنون سهم بزرگی را در بازار دسک تاپ کسب خواهد کرد. در ماه مه ۲۰۰۹، پرستون گارلا، سردبیر Computerworld.com، معتقد بود که لینوکس هرگز برای کاربران دسکتاپ / نوت بوک مهم نخواهد بود، حتی اگر احساس کرد که استفاده از آن ساده و ساده است، اما استفاده کم آن نشان دهنده اهمیت کم آن در بازار دسک تاپ
اریک اس. ریموند در مقاله خود " Luxury of Ignorance: An Horror Story Horror Story" اظهار داشت که عدم قابلیت استفاده در بسیاری از ابزارهای متن باز و لینوکس ناشی از عدم دستیابی به کتابچه‌ها بلکه عدم تفکر در مورد تجربه کاربران است.
جیمز دونالد از دانشگاه پرینستون مفاهیم کتابخانه مشترک چندین سیستم عملیاتی را مورد تجزیه و تحلیل قرار داد. وی در مقاله خود با عنوان بهبود قابلیت حمل و نقل کتابخانه‌های مشترک در سال ۲۰۰۳ نگران فقدان معادل گروه سازگاری با برنامه Windows بود.

### فرصت‌های از دست رفته
دسکتاپ لینوکس در اواخر سال ۲۰۱۰ مورد انتقاد قرار گرفت که فرصت خود را برای تبدیل شدن به یک نیروی مهم در محاسبات دسکتاپ از دست داد. رابرت استرومایر ویراستار اجرایی رایانه جهانی اظهار داشت که گرچه لینوکس از امنیت و ثبات استثنایی و همچنین عملکرد و قابلیت استفاده عالی برخوردار است، اما زمان موفقیت لینوکس دسکتاپ از دست رفته‌است. نیک فارل، با نویسندگی برای TechEye ، احساس کرد که انتشار ویندوز ویستا یک فرصت از دست رفته برای گرفتن سهم قابل توجهی از بازار است.
هر دو منتقدان اظهار داشتند که لینوکس به دلیل «بیش از حد زیرک بودن»، «استفاده بیش از حد سخت» یا «خیلی مبهم» بر روی دسکتاپ خراب نیست. Strohmeyer گفت که هر دو از توزیع تقدیر می‌کردند و می‌گفتند: «معروف‌ترین توزیع، اوبونتو، از قابلیت استفاده از هر بازیکن اصلی در فناوری برخوردار است.» هر دو مقصر این عدم موفقیت را بر جامعه منبع باز گذاشتند. Strohmeyer «ایدئولوژی شدید جامعه منبع آزاد» به عنوان مسئولیت پذیر نامید، در حالی که فارل اظهار داشت "بزرگترین قاتل قرار دادن نرم‌افزار پنگوئن روی دسک تاپ، جامعه لینوکس بود. اگر فکر می‌کنید طرفداران اپل کاملاً در حال پارسیدن هستند، آنها الگوی عقل هستند تا سالن‌های مذهبی با صدای بلند سس که در آنجا حضور ندارند. مانند بسیاری از اصولگرایان، آنها کاملاً انعطاف پذیر هستند - گنو را گویی می‌کنند که انگار خدا توسط ریچارد استالمن تحویل داده شده‌است ".
پیش از این به اتهام وکالت بیش از حد مورد بحث قرار گرفته بود، در سال ۲۰۰۶ دومینیک همفریس اظهار داشت که اهداف جامعه لینوکس سهم بازار یا محبوبیت دسکتاپ نیست، بلکه در لینوکس بهترین سیستم عامل است که می‌تواند برای جامعه ایجاد شود.

## انتقادات

### انتخاب و تکه‌تکه شدن
انتقادی که غالباً علیه لینوکس مطرح می‌شود، فراوانی توزیع‌های موجود است. از سپتامبر سال ۲۰۱۹، DistroWatch لیست ۲۶۲ توزیع عمده فعال است. منتقدان تعداد زیادی را دلیل سردرگمی کاربران احتمالی ذکر می‌کنند و معتقدند که این عاملی است که مانع از استقبال گسترده لینوکس در دسک تاپ‌های مصرف‌کننده می‌شود. الکساندر وولف در InformationWeek نوشت:
به یاد داشته باشید نگرانی‌های دهه ۱۹۸۰ دربارهٔ اینکه چگونه «چنگال» یونیکس می‌تواند به شانس آن سیستم عامل برای تصویب آسیب برساند؟ این چیزی نیست در مقایسه با آشفتگی امروز ما با لینوکس، جایی که به بعد از ۳۰۰ توزیع برای جلب توجه کاربران رایانه ای که به دنبال جایگزینی برای ویندوز هستند، ناخواسته است.
در کنار این استدلال که چنگال و تکه‌تکه شدن حاصل از آن، تلاشها و منابع توسعه را تقسیم کرده و هدر می‌دهد، ادعا می‌شود که با عدم استانداردسازی بین توزیع برای کتابخانه‌های نرم‌افزاری، مدیران بسته، پیکربندی‌ها و همچنین محیط‌های متنوع دسکتاپ، ناسازگاری‌های حاصل از آن نیز انجام می‌شود. این امر برای توسعه دهندگان برنامه‌ها و نگهداری نرم‌افزارها دشوارتر است زیرا برنامه‌ها باید برای اجرای روی هر توزیع یا خانواده توزیع شوند. این قطعه همچنین نصب نرم‌افزار را پیچیده می‌کند و کاربران غیر تکنیکی را که قادر به ساخت برنامه‌های کاربردی از منبع نیستند و مشکلات وابستگی را برطرف می‌کند، مجبور می‌کند تا به بسته‌های از پیش توزیع شده از مخازن نرم‌افزاری توزیع خاص متکی باشند، که انتخاب کم و بیش برنامه‌های محدودی دارند و به‌طور معمول عقب مانده‌اند. آخرین نسخه‌ها به عنوان نرم‌افزار باید توسط نگهدارنده نرم‌افزار جمع‌آوری و بسته‌بندی شود تا بتواند توزیع و انتشار خاصی را اجرا کند. کیتلین مارتین از LinuxDevCenter در مورد عدم استانداردسازی و سازگاری بین توزیع‌ها انتقادی نوشت:
ما نیازی به ابداع مجدد لینوکس نداریم، توزیع‌هایی را ایجاد می‌کنیم که در صورت غیرمعمول، بخش‌های مهم را در موارد جالب و مبتکرانه قرار دهند. برنامه ای که برای لینوکس نوشته شده‌است باید نسبتاً ساده باشد و روی هر توزیع لینوکس نصب شود. اینطوری نیست آیا ما واقعاً به صدها توزیع هدف کلی، همه با ابزارهای مختلف، طرح بندی فایلهای مختلف سیستم، تغییرات در سه طرح اصلی مدیریت بسته بسته نرم‌افزاری و میزبان موارد عجیب و غریب و غیره نیاز داریم؟ آیا ما به محصول بیشتری احتیاج داریم؟
با این حال، طرفداران لینوکس از تعداد زیادی توزیع به عنوان ترویج آزادی انتخاب دفاع کرده و تنوع را به عنوان یک قدرت اصلی توصیف می‌کنند. جیم لینچ از InfoWorld نوشت:
من فکر می‌کنم که واقعاً این تنوع انتخابی است که از لینوکس محافظت کرده‌است، و با توجه به ویژگی‌های مهم آن خارج از کنترل یک شرکت یا نهاد است. شما نمی‌توانید در مورد ویندوز یا OS X که فقط توسط مایکروسافت و اپل کنترل می‌شوند، همین را بگویید. هر آنچه را که اپل یا مایکروسافت انتخاب می‌کنند، تقریباً با آنها گیر کرده‌اید، و این در مورد لینوکس درست نیست.
تلاش شده‌است تا استانداردسازی توزیع‌های لینوکس از طریق پایگاه استاندارد لینوکس به منظور سازگارتر کردن نرم‌افزار در بین توزیع‌ها انجام شود. با این حال تصویب بسیار محدودی داشت. پروژه‌هایی از قبیل AppImage، Flatpak و Snappy به دنبال بسته‌بندی برنامه‌های کاربردی با تمام بستگی‌های مورد نیاز هستند تا مسئله تقسیم نرم‌افزار را برطرف سازند تا بتواند آنها را به صورت برنامه‌های قابل حمل مستقل از کتابخانه‌ها، پیکربندی‌ها و اصطلاحات توزیع خاص اجرا کند، اما حتی این رویکرد از تکه‌تکه شدن انتقاد شده‌است.

### توسعه برنامه شخص ثالث
سیستم عامل‌های دسک تاپ لینوکس به دلیل دشواری در توسعه برنامه‌های شخص ثالث برای سیستم عامل‌ها مورد انتقاد قرار می‌گیرند، با تکه‌تکه کردن توزیع، اصرار به استفاده از کتابخانه‌های مشترک به جای قرار دادن کتابخانه‌ها با برنامه، و عدم نگرانی در مورد سازگاری APIها و سازگار با عقب بودن. به عنوان عوامل ذکر شده‌است. این امر به ویژه باعث ایجاد مشکل در برنامه‌های منبع بسته، که به صورت انحصاری به صورت باینری توزیع می‌شوند می‌شود، زیرا بار تضمین سازگاری با بی شمار توزیع‌ها و نسخه‌های لینوکس تنها توسط توسعه دهنده تحمل می‌شود. دیرک هوهندل، مدیر ارشد منبع باز منبع نرم‌افزار VMware با انتقاد از عدم استانداردسازی در توزیع‌ها به دلیل ایجاد یک محیط غیر دوستانه برای توسعه برنامه، نوشت: "این اساساً به توسعه دهندگان برنامه می‌گوید" بروید، روی سیستم عامل‌هایی که به برنامه‌ها اهمیت می‌دهند، تمرکز کنید. " میگل دو ایکهزا، بنیانگذار محیط دسک تاپ GNOME، بی‌توجهی به سازگاری به عقب را یک مسئله فرهنگی با جامعه توسعه لینوکس می‌داند:
سازگاری به عقب و سازگاری بین توزیع‌های لینوکس یک مشکل جنسی نیست. حتی از راه دور هم یک مسئله جالب برای حل نیست. هیچ‌کس نمی‌خواهد آن کار را انجام دهد، همه می‌خواهند نوآوری کنند و مسئولیت ویژگی بزرگ بعدی در لینوکس هستند؛ بنابراین لینوکس در کنار ایدئالیست‌هایی قرار گرفت که می‌خواستند بهترین سیستم ممکن را طراحی کنند بدون اینکه نگران جزئیات خسته کننده مانند پشتیبانی و سازگاری به عقب باشند.
تونی مبیلی، سردبیر مجله نرم‌افزار رایگان، مشکلات موجود در ریشه‌های سرور لینوکس را در مقاله خود در سال ۲۰۰۹ شناسایی کرد: نصب نرم‌افزار در GNU / Linux هنوز شکسته‌است - و راهی برای رفع آن:
هر توزیع GNU / Linux در حال حاضر (از جمله اوبونتو) نرم‌افزار سیستم را با نرم‌افزار کاربر نهایی اشتباه می‌گیرد، در حالی که آنها دو جانور بسیار متفاوت هستند که باید با آنها بسیار متفاوت رفتار کرد.
در اوت ۲۰۱۴ در DebConf در پورتلند لینوس توروالدس همچنین ابراز نارضایتی خود را از بسته‌بندی برنامه باینری برای اکوسیستم distro Linux.
یکی از مواردی که، هیچ‌یک از توزیع‌ها تاکنون درست عمل نکرده‌است، بسته‌بندی برنامه‌ها [...] ساخت باینری برای برنامه‌های دسک تاپ linux یک درد بزرگ لعنتی در الاغ است.

### توسعه صوتی
عدم وجود استانداردهای قوی API برای چندرسانه ای مورد انتقاد قرار گرفته‌است. به عنوان مثال، وبلاگ توسعه Adobe Systems پنگوئن. SWF در مورد تجزیه و تحلیل زیرساخت‌های پیچیده صوتی لینوکس در تحلیل صحبت می‌کند به جنگل خوش آمدید. نزدیک به یک دوجین سیستم پشتیبانی شده فعال، جنگل صوتی نامیده می‌شود.
توسعه دهنده اصلی PulseAudio، Lennart Poettering اظهار داشت که بسیار سخت است که برنامه نویسان بدانند کدام API صوتی را برای چه منظور استفاده می‌کند.

### پشتیبانی راننده
در گذشته لینوکس به دلیل عدم پشتیبانی از درایور مورد انتقاد قرار گرفته بود، اما این امر بیشتر به دلیل عدم حمایت تولیدکنندگان از سیستم لینوکس بود. تا سال 2004 ATI توسعه درایورهای لینوکس را آغاز نکرد. پذیرش عمده لینوکس در سرورها و اندروید توسعه درایور لینوکس را ترغیب کرده‌است. 

#### پشتیبانی بی‌سیم
پشتیبانی از درایور بی‌سیم یک منطقه مشکل برای لینوکس بوده‌است. در یک زمان بسیاری از درایورها مفقود شده بودند و کاربران باید از راهکارهایی مانند ndiswrapper استفاده کنند که از درایورهای ساخته شده برای سیستم عامل ویندوز استفاده می‌کند. Broadcom به ویژه به دلیل عدم رها کردن رانندگان مورد انتقاد قرار گرفت. این مسئله همچنین با استخراج سیستم عامل اختصاصی برای استفاده در لینوکس حل شده‌است. Broadcom از آن زمان درایورهای رایگان و منبع باز را برای هسته لینوکس منتشر کرده‌است و مشکلات مربوط به تراشه‌های مدرن Broadcom را از بین می‌برد.
این مشکل در سالهای اخیر تا حد زیادی برطرف شده‌است و اکنون تعداد نسبتاً زیادی راننده وجود دارد که به اکثر کارتهای بی‌سیم موجود امروز نیز پشتیبانی می‌کند. با این حال، بسیاری از ویژگی‌ها هنوز هم به دلیل عدم ارائه مشخصات و اسناد و مدارک در بین این درایورها از بین رفته‌اند و در نتیجه مجبور می‌شوند توسعه دهندگان کارت‌های مهندس را معکوس کنند.

### ساختار دایرکتوری
ساختار دایرکتوری سنتی، که میراثی از ریشه‌های یونیکس لینوکس در دهه ۱۹۷۰ است، به دلیل نامناسب بودن کاربران نهایی دسکتاپ مورد انتقاد قرار گرفته‌است. به‌طور خاص، ساختار دایرکتوری لینوکس به دلیل پراکندگی مؤلفه‌های خاص برنامه در دایرکتوری‌های مختلف سیستم به جای نگه داشتن آنها در یک فهرست مشترک خاص برنامه، مورد انتقاد قرار می‌گیرد. برخی از توزیعهای لینوکس مانند GoboLinux و moonOS سلسله مراتب جایگزین که مورد بحث قرار گرفته‌است آسان‌تر برای کاربران نهایی، هر چند چنین پیشنهادهایی پذیرش کمی دست یافته‌اند پیشنهاد کرده‌اند.